# Jour de la Liberté
Pour les articles homonymes, voir Jour de la liberté (homonymie).

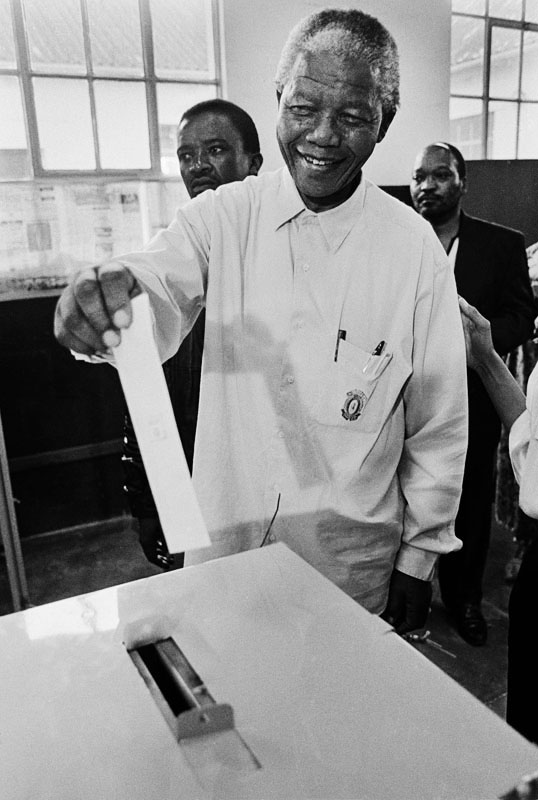
Nelson Mandela votant aux élections de 1994. C'était la première fois qu'il votait de sa vie. Elle a été prise à l'école Ohlange, Inanda, Durban par le photographe officiel de l'IEC, Paul Weinberg. C'est l'une des deux seules images de cet événement.

Le jour de la Liberté (en anglais Freedom Day, en afrikaans Vryheidsdag) est un jour férié en Afrique du Sud, institué en 1995. Il commémore les premières élections nationales sud-africaines post apartheid ainsi que le jour de l'entrée en vigueur de la nouvelle constitution sud-africaine. 

## Signification
Instituée par Nelson Mandela, le premier président noir du pays, cette date commémore les premières élections nationales multiraciales du pays depuis l'abolition de l'apartheid et l'entrée en vigueur de la nouvelle constitution intérimaire, négociée pendant 3 ans au sein de la CODESA entre le gouvernement de Klerk, le congrès national africain (ANC), le parti national et 19 autres partis politiques de plus ou moins grande importance ainsi que les représentants des Bantoustans. 
Le 27 avril est également la date de la levée du nouveau drapeau sud-africain et du nouveau statut de Nkosi Sikelel' iAfrika en tant qu'hymne national au côté de Die Stem van Suid-Afrika, l'hymne national depuis 1927. 

## Le corps électoral sud-africain de 1910 à 1994
En application du South Africa Act de 1910, la première loi fondamentale de l'Afrique du Sud moderne, le suffrage électoral était restreint sous conditions censitaires et de résidence aux hommes âgés de plus de 21 ans. Dans l’État libre d'Orange et le Transvaal, il était en plus limité aux seuls hommes blancs alors que dans la province du Cap, un système de franchise électorale non raciale, hérité de la colonie du Cap et basé sur l'instruction, le salaire et la propriété, permettait aux hommes de couleur (Coloured et Noirs) de bénéficier du droit de vote et d'émarger sur les mêmes listes électorales que les Blancs. Un système similaire plus restrictif était également appliqué au Natal. 
En 1931, le droit de vote était accordé aux femmes blanches et toutes les conditions censitaires restreignant le vote des blancs étaient supprimés. Entre 1936 et 1956, la franchise électorale dont bénéficiaient les populations de couleurs étaient modifiées puis supprimées alors qu'en 1958, le droit de vote des blancs était abaissé à 18 ans. 
De 1958 à 1983, les Blancs d'Afrique du Sud étaient devenus les seuls à bénéficier d'un droit de vote sans restriction à la condition de résider depuis au moins 5 ans dans le pays. 
La constitution sud-africaine de 1983 mit en place un parlement tricaméral où les indiens et les métis purent élire leurs représentants dans des chambres séparées tandis que les Noirs continuaient à n'avoir aucune représentation élue au niveau national, mais seulement au niveau des autorités municipales des townships. 
Les élections générales sud-africaines de 1994 eurent lieu du 26 au 29 avril. Elles mirent concrètement fin à la prédominance politique de la minorité blanche sud-africaine. Sur un total de 22,7 millions d’électeurs, plus de 16 millions de Noirs votaient pour la première fois pour élire leurs représentants au parlement et dans les nouvelles législatures provinciales. L’ANC remporta 252 sièges sur 400 dans la nouvelle Assemblée et la majorité des suffrages dans sept des neuf nouvelles provinces.